# Верхнее (Брянская область)
Ве́рхнее — село в Брасовском районе Брянской области, в составе Столбовского сельского поселения. 

## География
Расположено в 6 км к юго-востоку от села Глоднево. 

## История
Упоминается с первой половины XVII века как деревня в составе Глодневского стана Комарицкой волости; с 1702 — село с храмом Космы и Дамиана (не сохранился). Историческое название — село Авчухи (Овчухи), или Верхние Авчухи (в отличие от Нижних Авчухов — одноимённой деревни, ныне Новое).
До 1778 года в Севском уезде, в 1778—1782 гг. в Луганском уезде, в 1782—1928 гг. — в Дмитровском уезде (с 1861 — в составе Веребской волости, с 1923 в Глодневской волости). В XVIII веке во владении Кантемиров, позднее Кушелевых-Безбородко; было известно гончарным ремеслом. В 1866 году была открыта земская школа.
С 1929 года — в Брасовском районе. С 1920-х гг. до 2005 года входило в состав Городищенского (2-го) сельсовета.
В 1964 г. Указом Президиума ВС РСФСР село Авчухи переименовано в Верхнее.

## Население
| 2010 | 2013 |
| ---- | ---- |
| 31   | ↘25  |

| Годы      | 1858 | 1866 | 1893 | 1923 | 1979 | 1989 | 2002 | 2010 |
| --------- | ---- | ---- | ---- | ---- | ---- | ---- | ---- | ---- |
| Население | 450  | 497  | 634  | 480  | 161  | 64   | 46   | 29   |